# Королева (серіал, 2023)
«Королева» (тур. Kraliçe) — турецький телесеріал 2023 року у жанрі драми та створений компанією Mednova, Warner Bros. International Television Production. В головних ролях — Бурджу Озберк, Гекхан Алкан, Селін Шекерджі, Озгюн Караман.
Перша серія вийшла в ефір 22 березня 2023 року.
Серіал має 1 сезон. Завершився 11-м епізодом, який вийшов у ефір 7 червня 2023 року.
Режисер серіалу — Джевдет Меркан, Серхан Сахін.
Сценарист серіалу — Сердар Сойдан, Керем Бозок, Екін Акчай, Ніл Гюлеч Унсал, Інджі Озлем Хекімоглу .
Серіал є адаптацією американської драми 2016 року «Королева цукрових плантацій».

## Сюжет
Атеш, один із найвідоміших баскетболістів країни, та його дружина Деніз щасливі у шлюбі. Оскільки ім'я Атеша потрапляє у великий скандал, їхні життя перевертаються з ніг на голову.

## Актори та персонажі
| Актор               | Роль               |
| ------------------- | ------------------ |
| Бурджу Озберк       | Деніз Генджер Акча |
| Гекхан Алкан        | Атеш Акча          |
| Селін Шекерджі      | Зейнеп Генджер     |
| Озгюн Караман       | Алі Генджер        |
| Айше Дуду Акин      | Нарін              |
| Серхат Парил        | Махір              |
| Афра Карагьоз       | Дуйгу              |
| Енес Кочак          | Мурат              |
| Едженаз Ючер        | Ханде              |
| Еге Семіх Еркен     | Ефекан             |
| Меліс Озчімен       | Шахсене            |
| Мерт Тезішчі        | Самет              |
| Джанер Налбантоглу  | Бурак              |
| Мерве Хонджа        | Сімай              |
| Ферхат Їлмаз        | президент клубу    |
| Гюльшері Міна Кекеч | Руя Акча           |
| Умут Капліджа       | Аслан Генджер      |
| Джихат Тамер        | Галіп Генджер      |
| Озгюр Джем Туглук   | Енгін              |
| Селін Ішик          | Іпек               |
| Бюлент Дюзгюноглу   | Зія                |
| Сюмейра Коч         | Гайє               |

## Сезони
| Сезон | Епізоди | Епізоди | Оригінальний показ | Оригінальний показ | Оригінальний показ |
| Сезон | Епізоди | Епізоди | Перший показ       | Останній показ     | Мережа             |
| ----- | ------- | ------- | ------------------ | ------------------ | ------------------ |
| 1     | 11      | 11      | 22 березня 2023    | 7 червня 2023      | Канал D            |

## Рейтинги серій

### Сезон 1 (2023)
| Серія              | Рейтинг (TOTAL) | Рейтинг (AB) | Рейтинг (ABC1) |
| ------------------ | --------------- | ------------ | -------------- |
| 1.                 | 2.72            | 2.25         | 2.79           |
| 2.                 | 2.92            | 2.47         | 3.17           |
| 3.                 | 2.91            | 2.18         | 2.90           |
| 4.                 | 2.93            | 2.49         | 3.01           |
| 5.                 | 2.52            | 1:50         | 2.47           |
| 6.                 | 2.43            | 2.23         | 2.76           |
| 7.                 | 2.49            | 1.79         | 2.22           |
| 8.                 | 2.21            | 1.52         | 2.30           |
| 9.                 | 2.37            | 1.90         | 1.91           |
| 10.                | 2.36            | 1.87         | 2.09           |
| 11.(фінал серіалу) | 2.74            | 1,98         | 2.51           |